# Nước tiểu

Mẫu nước tiểu người

Nước tiểu, nước đái hay niệu là một chất lỏng thường vô trùng do thận tiết ra và lưu trữ trong cơ thể tại bàng quang. Khi tiểu tiện, nước tiểu được đào thải ra khỏi cơ thể qua niệu đạo.
Quá trình trao đổi chất của các tế bào tạo ra nhiều sản phẩm, một số thì giàu nitơ như urê hay axit uric và creatinin, cần phải loại bỏ khỏi máu. Những sản phẩm này cuối cùng bị tống ra khỏi cơ thể qua một quá trình gọi là tiểu tiện, đây là cách cơ bản để bài tiết các chất hòa tan trong nước khỏi cơ thể. Các chất hóa học này có thể được nhận dạng và được phân tích bằng cách phân tích nước tiểu. Các điều kiện bệnh nhất định có thể làm cho nước tiểu nhiễm các tác nhân gây bệnh.
Nước tiểu có vai trò trong chu trình nitơ của Trái Đất. Trong hệ sinh thái cân bằng, nước tiểu làm phong phú đất và do đó giúp cây phát triển. Do đó, nước tiểu có thể được sử dụng làm phân bón. Một số động vật sử dụng nó để đánh dấu lãnh thổ. Trong lịch sử, nước tiểu để lâu hoặc lên men cũng được sử dụng để sản xuất thuốc súng, làm chất tẩy trong hộ gia đình, chất thuộc da và chất nhuộm vải.
Nước tiểu và phân người được gọi chung là chất thải của con người hoặc chất bài tiết của con người, và được quản lý bằng hệ thống vệ sinh. Nước tiểu và phân gia súc cũng yêu cầu phải xử lý thích hợp nếu mật độ dân số chăn nuôi cao.

## Sinh lý học

Cấu trúc urê

Hầu hết các động vật có hệ thống bài tiết để loại bỏ chất thải độc hại hòa tan. Ở người, chất thải hòa tan được bài tiết chủ yếu bởi hệ thống tiết niệu và, ở mức độ thấp hơn về mặt urê, được loại bỏ bằng mồ hôi. Hệ thống tiết niệu bao gồm thận, niệu quản, bàng quang và niệu đạo. Hệ thống này tạo ra nước tiểu bằng một quá trình lọc, tái hấp thu và bài tiết ở ống thận. Thận trích xuất các chất thải hòa tan từ máu, cũng như nước dư thừa, đường và một loạt các hợp chất khác. Nước tiểu thu được chứa nồng độ urê cao và các chất khác, bao gồm cả độc tố. Nước tiểu chảy từ thận qua niệu quản, bàng quang và cuối cùng là niệu đạo trước khi đi ra khỏi cơ thể.

### Thời lượng
Nghiên cứu xem xét thời gian đi tiểu trong một loạt các loài động vật có vú cho thấy chín loài có vú lớn đi tiểu tiện trong 21 ± 13 giây bất kể kích thước cơ thể. Các loài nhỏ hơn bao gồm động vật gặm nhấm và dơi không thể tạo ra dòng nước tiểu và thay vào đó đi tiểu tiện thành một loạt giọt nước rời nhau.

## Đặc điểm

### Đường đi
Nước tiểu chính được đổ vào bể thận qua ống dẫn nước tiểu xuống tích trữ ở bóng đái rồi được thải ra ngoài nhờ hoạt động của cơ vòng ống đái, cơ bóng đái và cơ bụng.

### Định lượng
Mức thải nước tiểu trung bình ở người trưởng thành là khoảng 1,4 L nước tiểu mỗi người mỗi ngày với mức bình thường là 0,6 đến 2,6 L mỗi người mỗi ngày, được thải ra ngoài trong khoảng 6 đến 8 lần tiểu mỗi ngày tùy thuộc vào tình trạng hydrat hóa, mức độ hoạt động, các yếu tố môi trường, cân nặng và sức khỏe của cá nhân. Sản xuất quá nhiều hoặc quá ít nước tiểu đều cần được chăm sóc y tế. Poly niệu là tình trạng sản xuất quá nhiều nước tiểu (> 2,5 L / ngày), thiểu niệu khi <400 mL nước tiểu được sản xuất và vô niệu khi lượng nước tiểu <100 mL mỗi ngày.

### Thành phần
Khoảng 91-96% nước tiểu là nước. Nước tiểu cũng chứa một loại muối vô cơ và các hợp chất hữu cơ, bao gồm protein, hormone và một loạt các chất chuyển hóa, thay đổi theo những gì được đưa vào cơ thể.
Tổng chất rắn trong nước tiểu trung bình là 59 g mỗi người mỗi ngày. Chất hữu cơ chiếm từ 65% đến 85% chất rắn khô trong nước tiểu, với chất rắn dễ bay hơi bao gồm 75-85% tổng chất rắn. Urê là thành phần lớn nhất của chất rắn trong nước tiểu, chiếm hơn 50% tổng số. Ở cấp độ nguyên tố, nước tiểu của con người chứa 6,87 g/L carbon, 8,12 g/L nitơ, 8,25 g/L oxy và 1,51 g/L hydro. Tỷ lệ chính xác thay đổi theo từng cá nhân và với các yếu tố như chế độ ăn uống và sức khỏe khá nhau. Ở người khỏe mạnh, nước tiểu chứa rất ít protein; dư thừa protein là gợi ý của bệnh tật.

### Màu sắc

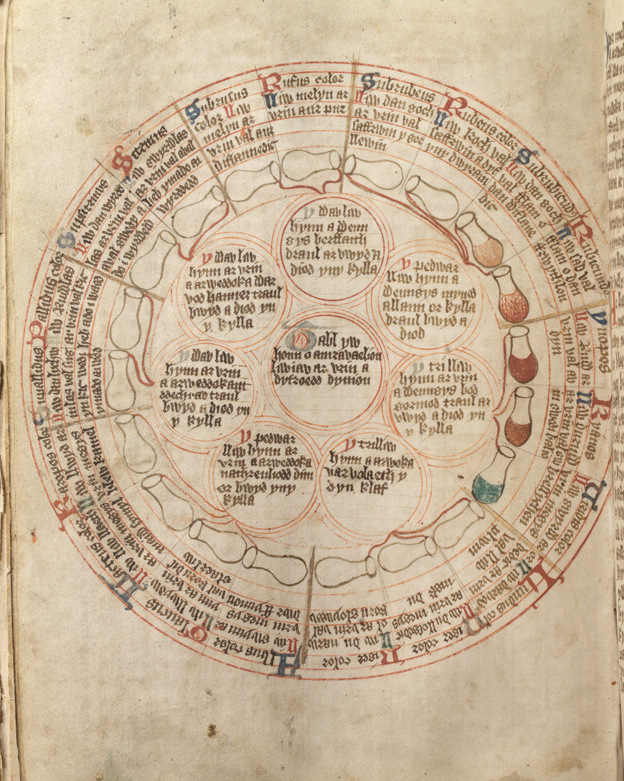
Các chuyên gia y tế đã kết nối màu nước tiểu từ lâu với một số căn bệnh. Một biểu đồ thời trung cổ cho thấy ý nghĩa y học của các màu nước tiểu khác nhau

Nước tiểu thay đổi về bên ngoài, chủ yếu phụ thuộc vào mức độ hydrat hóa của cơ thể, cũng như các yếu tố khác. Nước tiểu bình thường là một chất lỏng trong suốt từ không màu đến hổ phách nhưng thường có màu vàng nhạt. Trong nước tiểu của một cá nhân khỏe mạnh, màu sắc chủ yếu đến từ sự hiện diện của urobilin. Urobilin là một sản phẩm thải cuối cùng do sự phân hủy hem từ huyết sắc tố trong quá trình phá hủy các tế bào máu lão hóa.
Nước tiểu không màu cho thấy quá nhiều hydrat hóa, thường thích hợp hơn là mất nước (mặc dù nó có thể loại bỏ các muối thiết yếu ra khỏi cơ thể). Nước tiểu không màu trong các xét nghiệm ma túy có thể gợi ý một nỗ lực để tránh phát hiện các loại thuốc bất hợp pháp trong máu thông qua quá trình hydrat hóa.
- Nước tiểu màu vàng đậm thường là dấu hiệu của mất nước.
- Màu vàng/cam nhạt có thể được gây ra bằng cách loại bỏ các vitamin B dư thừa trong máu.
- Một số loại thuốc như rifampin và phenazopyridine có thể gây ra nước tiểu màu da cam.
- Nước tiểu có máu được gọi là tiểu máu, một triệu chứng của một loạt các tình trạng y tế.
- Nước tiểu màu cam sẫm đến nâu có thể là triệu chứng của vàng da, tiêu cơ vân hoặc hội chứng Gilbert.
- Nước tiểu màu đen hoặc sẫm màu được gọi là melan niệu và có thể được gây ra bởi một khối u ác tính hoặc u ác tính không liên tục cấp tính.
- Nước tiểu màu hồng có thể là kết quả của việc tiêu thụ củ cải đường.
- Nước tiểu màu xanh lá cây có thể là kết quả của việc tiêu thụ măng tây hoặc thực phẩm hoặc đồ uống có thuốc nhuộm màu xanh lá cây.
- Nước tiểu màu đỏ hoặc nâu có thể được gây ra do porphyria (không bị nhầm lẫn với màu vô hại, màu hồng tạm thời hoặc màu đỏ do củ cải đường).
- Nước tiểu màu xanh có thể được gây ra bởi sự ăn vào của xanh methylen (ví dụ, trong thuốc) hoặc thực phẩm hoặc đồ uống có thuốc nhuộm màu xanh.
- Vết nước tiểu màu xanh có thể được gây ra bởi hội chứng tã xanh.
- Nước tiểu màu tím có thể là do hội chứng túi nước tiểu màu tím.

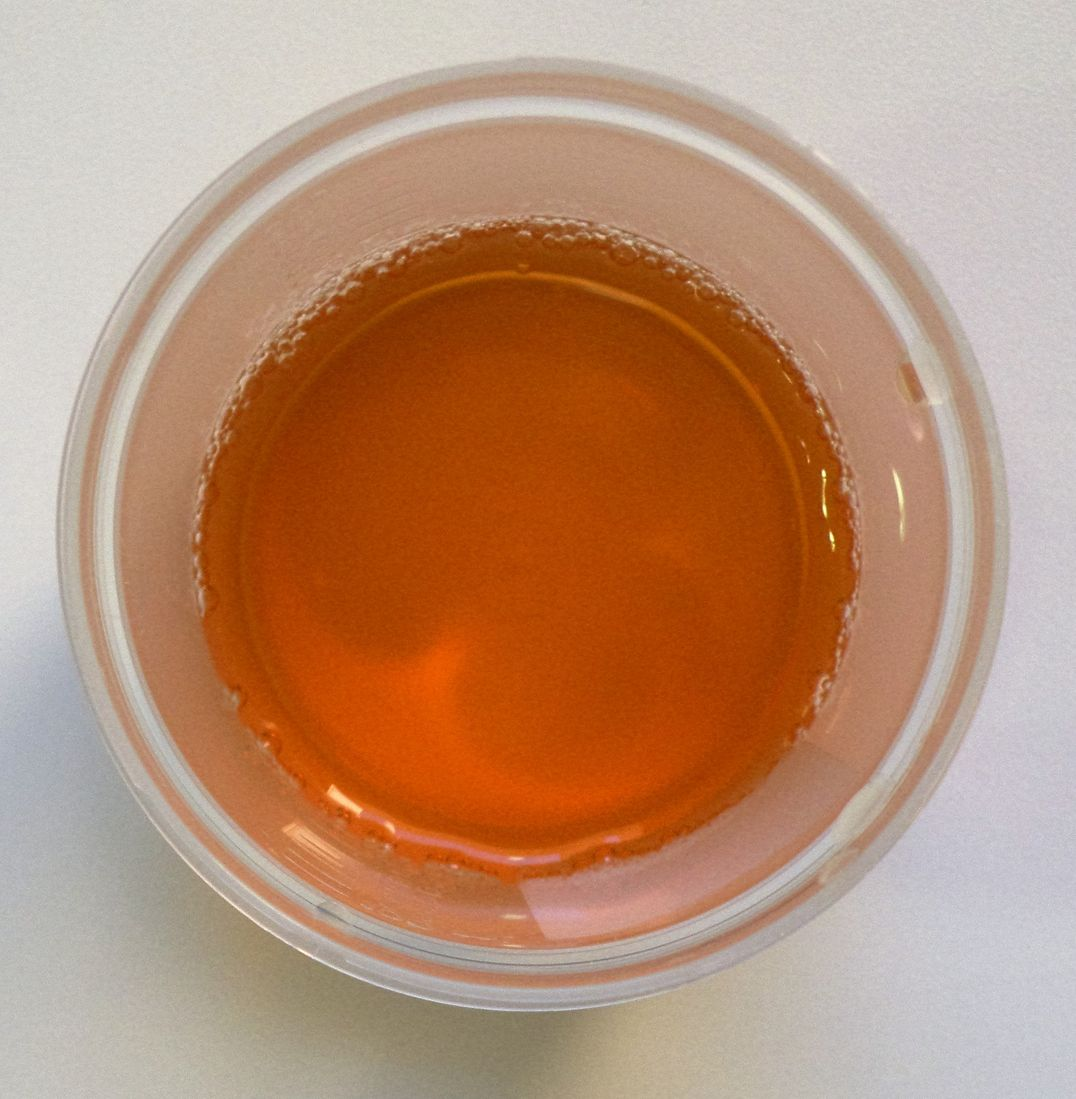
Nước tiểu sẫm màu do lượng chất lỏng thấp.
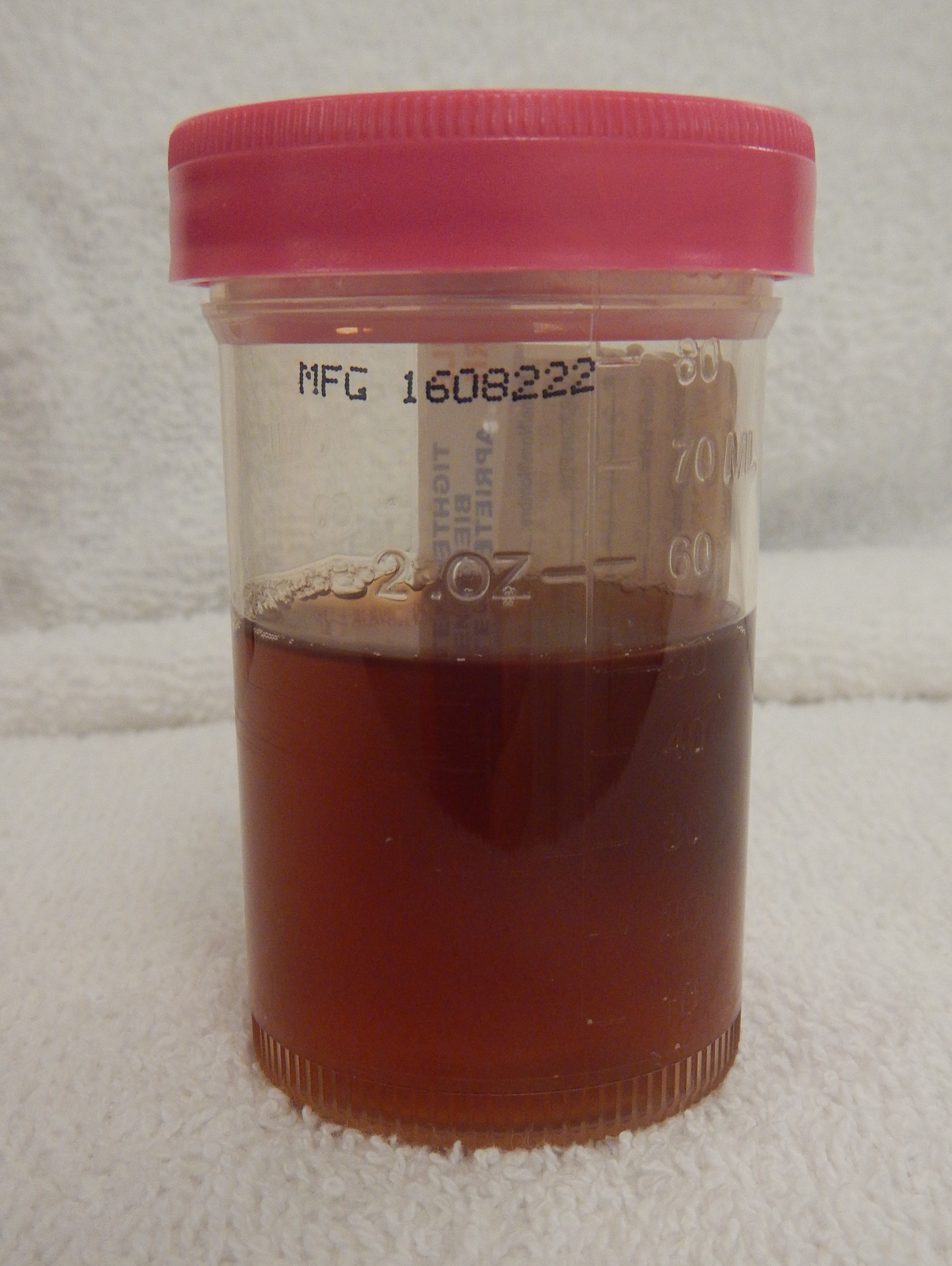
Nước tiểu màu đỏ sẫm do máu (tiểu máu).
Nước tiểu màu đỏ sẫm do ứ mật.
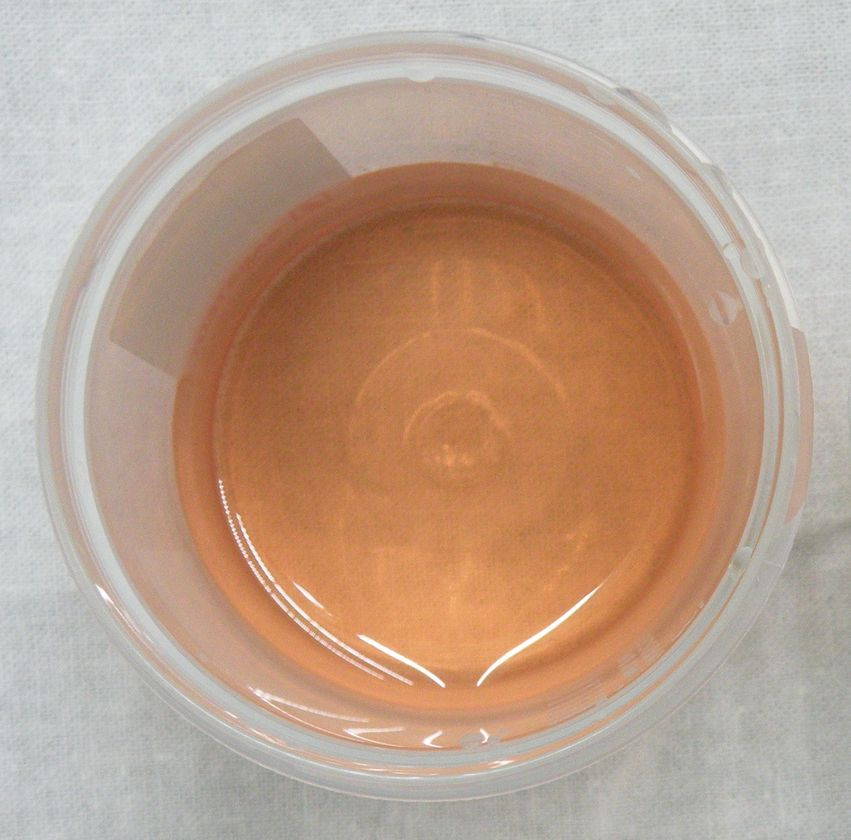
Nước tiểu hơi hồng do tiêu thụ củ cải đường.
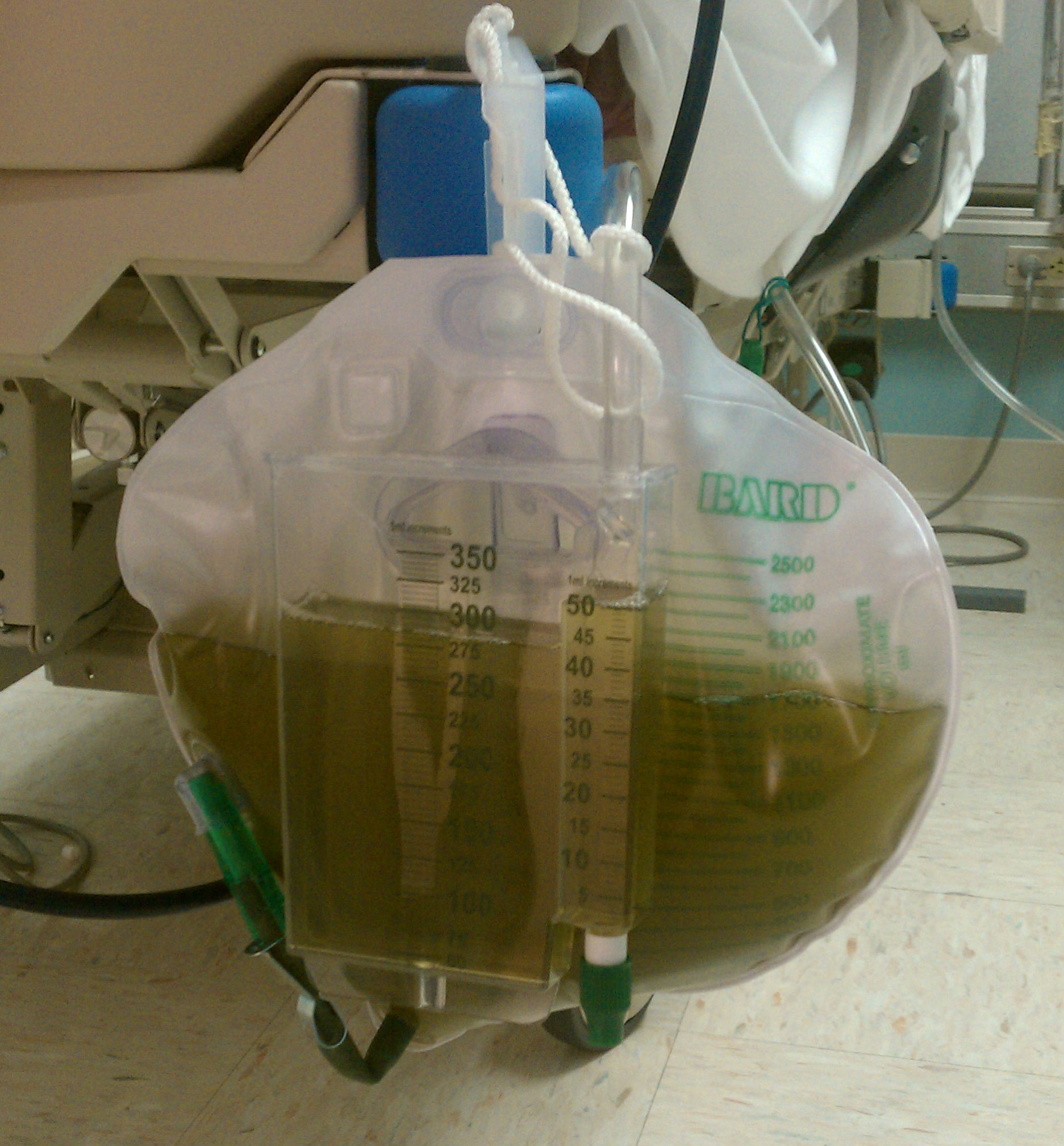
Nước tiểu màu xanh lá cây trong thời gian dài truyền propofol an thần.